# کالای پست

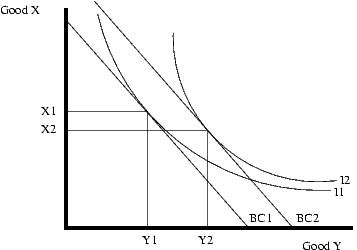
کالای Y یک کالای معمولی است زیرا با جابه‌جایی منحنی محدودیت بودجه (BC1) به سمت بالاتر (BC2) و افزایش قدرت خرید، مقدار خریداری شده از آن، از Y1 به Y2 افزایش می‌یابد. اما کالای X یک کالای پست است زیرا با افزایش قدرت خرید مقدار خریداری شده از آن، از X1 به X2 کاهش می‌یابد.

در علم اقتصاد کالای پَست (به انگلیسی: Inferior good) به کالایی می‌گویند که با افزایش درآمد، تقاضا برای آن کاهش می‌یابد. 
علت کاهش تقاضا این است که مصرف کنندگان با افزایش درآمدشان به جای مصرف آن کالا روی به مصرف کالاهایی می‌آورند که کیفیت بالاتری داشته باشند. به عنوان مثالی رایج از کالای پست می‌توان به نان و سیب زمینی اشاره کرد که مصرف‌کنندگان با افزایش میزان درآمدشان ترجیح می‌دهند به استفاده از کالاهای گران‌تری مانند گوشت یا کالاهای رفاهی روی بیاورند. همچنین ممکن است مصرف‌کنندگان با افزایش درآمدشان مارگارین را با کَره جایگزین کنند (هرچند امروزه با افزایش دانش سلامت این موضوع کمتر دیده می‌شود). یک نمونهٔ دیگر از کالای پست، می‌تواند حمل و نقل عمومی باشد که مصرف‌کنندگان در صورتی که بتوانند هزینهٔ خودروی شخصی را بپردازند ترجیح می‌دهند از آن استفاده کنند. 
منحنی تقاضای کالاهای پست دارای شیب منفی است. یک راه تشخیص کالاهای پست از کالای عادی بررسی کشش درآمدی تقاضا‌ است که در مورد کالاهای عادی همواره مثبت است زیرا تقاضا و درآمد یا هر دو افزایش می‌یابند یا کاهش؛ اما در کالاهای پست کشش درآمدی تقاضا همواره منفی است زیرا تقاضا و درآمد همواره رابطهٔ معکوس دارند. کالای گیفن گونهٔ خاصی از کالای پست است.